# Joueur défensif par excellence de la Ligue canadienne de football
Le titre de Joueur défensif par excellence de la Ligue canadienne de football, appelé Trophée Schenley du meilleur joueur défensif de 1974 à 1988, est décerné chaque année au joueur qui est considéré le meilleur de la LCF à une position défensive. Deux joueurs sont en compétition pour ce titre, soit le vainqueur du trophée James-P.-McCaffrey attribué au meilleur joueur défensif de la division Est, et le vainqueur du trophée Norm-Fieldgate, remis au meilleur joueur défensif de la division Ouest. Le gagnant est choisi par les membres de Football Reporters of Canada, l'association des journalistes qui couvrent le football canadien, et par les entraîneurs-chefs de la ligue.
Entre 1955 et 1973, les joueurs défensifs et les joueurs de ligne offensive étaient en compétition pour le titre de meilleur joueur de ligne. En 1974, la ligue décide de créer deux prix distincts, dont celui-ci
.

## Liste des lauréats
Pour la signification des abréviations, voir Glossaire des positions au football canadien.
- 1974 – John Helton (PD), Stampeders de Calgary
- 1975 – Jim Corrigall (AD), Argonauts de Toronto
- 1976 – Bill Baker (AD), Lions de la Colombie-Britannique
- 1977 – Danny Kepley (SEC), Eskimos d'Edmonton
- 1978 – Dave Fennell (PD), Eskimos d'Edmonton
- 1979 – Ben Zambiasi (SEC), Tiger-Cats de Hamilton
- 1980 – Danny Kepley (SEC), Eskimos d'Edmonton
- 1981 – Danny Kepley (SEC), Eskimos d'Edmonton
- 1982 – James Parker (SEC), Eskimos d'Edmonton
- 1983 – Greg Marshall (AD), Rough Riders d'Ottawa
- 1984 – James Parker (AD), Lions de la Colombie-Britannique
- 1985 – Tyrone Jones (SEC), Blue Bombers de Winnipeg
- 1986 – James Parker (AD), Lions de la Colombie-Britannique
- 1987 – Greg Stumon (AD), Lions de la Colombie-Britannique
- 1988 – Grover Covington (en) (AD), Tiger-Cats de Hamilton
- 1989 – Danny Bass (en) (SEC), Eskimos d'Edmonton
- 1990 – Greg Battle (en) (SEC), Blue Bombers de Winnipeg
- 1991 – Greg Battle (SEC), Blue Bombers de Winnipeg
- 1992 – Willie Pless (en) (SEC), Eskimos d'Edmonton
- 1993 – Jerald Baylis (PD), Roughriders de la Saskatchewan
- 1994 – Willie Pless (en) (SEC), Eskimos d'Edmonton
- 1995 – Willie Pless (SEC), Eskimos d'Edmonton
- 1996 – Willie Pless (SEC), Eskimos d'Edmonton
- 1997 – Willie Pless (SEC), Eskimos d'Edmonton
- 1998 – Joe Montford (en) (AD), Tiger-Cats de Hamilton
- 1999 – Calvin Tiggle (en) (SEC), Tiger-Cats de Hamilton
- 2000 – Joe Montford (AD), Tiger-Cats de Hamilton
- 2001 – Joe Montford (AD), Tiger-Cats de Hamilton
- 2002 – Elfrid Payton (en) (AD), Eskimos d'Edmonton
- 2003 – Joe Fleming (en) (PD), Stampeders de Calgary
- 2004 – Anwar Stewart (AD), Alouettes de Montréal
- 2005 – John Grace (en) (SEC), Stampeders de Calgary
- 2006 – Brent Johnson (en) (AD), Lions de la Colombie-Britannique
- 2007 – Cameron Wake (AD), Lions de la Colombie-Britannique
- 2008 – Cameron Wake (AD), Lions de la Colombie-Britannique
- 2009 – John Chick (en) (AD), Roughriders de la Saskatchewan
- 2010 – Markeith Knowlton (en) (SEC), Tiger-Cats de Hamilton
- 2011 – Jovon Johnson (en) (DD), Blue Bombers de Winnipeg
- 2012 – J. C. Sherritt (en) (SEC), Eskimos d'Edmonton
- 2013 - Chip Cox (SEC), Alouettes de Montréal
- 2014 - Solomon Elimimian (SEC), Lions de la Colombie-Britannique
- 2015 - Adam Bighill (en) (SEC), Lions de la Colombie-Britannique
- 2016 - Solomon Elimimian (SEC), Lions de la Colombie-Britannique
- 2017 - Alex Singleton (en) (SEC), Stampeders de Calgary
- 2018 - Adam Bighill (en) (SEC), Blue Bombers de Winnipeg
- 2019 - Willie Jefferson (en) (AD), Blue Bombers de Winnipeg
- 2020 - Saison annulée
- 2021 - Adam Bighill (en) (SEC), Blue Bombers de Winnipeg
- 2022 - Lorenzo Mauldin (en) (AD), Rouge et Noir d'Ottawa
- 2023 - Mathieu Betts (en) (LD), Lions de la Colombie-Britannique[2]
- 2024 - Rolan Milligan (en) (DD), Roughriders de la Saskatchewan[3]